# Сражение при Атлы-Боюне
Сражение при Атлы-Боюне — сражение, произошедшее 8 (20) мая 1831 года между русскими войсками под командованием генерал-майора М. М. Таубе и объединёнными силами тарковских и мехтулинских повстанцев и Имамата под командованием шамхала Ирази-бека Казанищенского и имама Гази-Мухаммада. Победа в сражении принесла имаму Гази-Мухаммаду славу на всем Кавказе и поспособствовало усилению мюридистского движения.

## Предыстория
С 1820-х годов имам Гази-Мухаммад ведет агитационную деятельность в Тарковском шамхальстве и других областях Кумыкии. Создается общество шихов — особо преданных мюридов, ведущих аскетический образ жизни:

 В андреевской деревне и в других кумыкских владениях некоторые муллы приняли какую-то особую секту и, называя себя шихами (угодниками), стараются распространить сие более 
В результате пропагандистской деятельности имама шамхальские кумыки стали основной силой его движения. Как отмечает Н.Дубровин:

Предоставленные самим себе, шамхальцы явились первыми последователями учения Кази-муллы и послужили первым ядром его вооруженной силы.
Потерпев неудачу под Хунзахом, Гази-Мухаммад решился перенести военные действия на равнинные земли. Укрепившись в местечке Агачкале с 50 сторонниками, отряды Гази-Мухаммада стали пополняться. Только после прибытия из Чечни кумыкского князя Ирази-бека, изгнанного из своих владений А. П. Ермоловым во время восстания, самые крупные аулы Шамхальства восстали и перешли на сторону Имамата . Войска повстанцев (500 человек) подошли к кумыкскому аулу Атлы-Боюн. За счет прибывающих жителей окрестных аулов их силы выросли до 2000 человек.

## Ход сражения

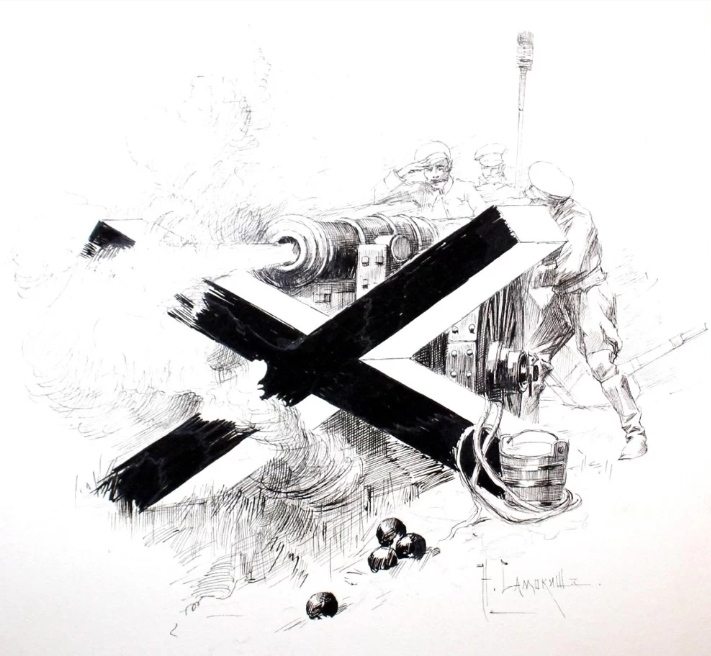
«В альбоме Апшеронская памятка. 1894 г.» Зарисовка худ. Николай Самокиш

Генерал-майор М. М. Таубе с Бутырским пехотным полком (808 шт.), четырьмя орудиями конноартиллерийской казачьей № 4 роты и двумя сотнями Моздокского (125 ч.) и Гребенского (84 ч.) полков подошёл к укрепленному Атлы-Боюну. С другой стороны на мятежников должен был напасть Куринский полк подполковника фон-Дистерло.
В некоторой части источников (в частности, у Н. А. Волконского) содержатся сведения о том, что фон-Дистерло не успел прибыть к месту сражения. А. А. Неверовский пишет о том, что атака на позицию противника получилась разновременной , а дагестанский летописец Кавказской войны Мухаммад-Тахир из Карахи сообщает, что русские напали на мюридов с двух сторон..
Шамхальская милиция, которая должна была атаковать позиции повстанцев с тыла, перешла на сторону мюридов.
Таубе после артиллерийской подготовки решил пробиться к деревне через ущелье. Бутырский полк, подойдя к ущелью, обнаружил оборонительный завал, который невозможно было обойти. Тем временем, повстанцы заняли окрестные покатости гор и открыли огонь по войскам. Преодолев первый каменный завал, отряды Таубе увидели перед собой два новых, попав под перекрестный огонь повстанцев.

 Не желая отдавать на жертву храбрые войска, которые в короткое время понесли сильные потери, Таубе подкрепил первый батальон сотнею спешенных казаков и кое-как вывел его из жаркого дела. Отступив из ущелья и став вне выстрела, г. м. Таубе приказал собрать убитых, перевязать раненых, а затем двинулся назад и остановился в семи верстах от места боя, у шамхальских мельниц. 

## Последствия
Известный специалист по истории Кавказской войны Покровский, Николай Ильич отметил, что в результате победил Гази-Мухаммад .

Через месяц сюда были подтянуты достаточные силы, однако сражение, завязавшееся у Атлы-Боюна закончилось поражением для русских войск. Им пришлось поспешно отступать к Кяфир-Кумуку, а Гази-Магомед приобрел в результате победы громадное влияние на всем Северном Кавказе
Победа открыла повстанцам путь к крепости Бурная, расположенной около столицы Шамхальства Тарки.